# Henri Amouroux
Henri Amouroux (Perigueux, 1 de julho de 1920 – Le Mesnil-Mauger, 5 de agosto de 2007) foi um historiador e jornalista francês.
Recebeu o Prêmio Gobert em 1962.

## Vida e carreira
Henri Amouroux nasceu na cidade francesa de Perigueux em 1 de julho de 1920. Ele iniciou sua carreira como jornalista durante a Segunda Guerra Mundial. Amouroux escreveu vários livros sobre a ocupação alemã na França durante sua vida. Ele trabalhou mais tarde para várias redes de rádio e televisão francesas.